# Dendrobium vagabundum
Dendrobium vagabundum là một loài thực vật có hoa trong họ Lan. Loài này được A.D.Hawkes & A.H.Heller mô tả khoa học đầu tiên năm 1957.